# Miloš (drone terrestre)
Miloš, est un véhicule terrestre sans pilote (UGV) développé par l'Institut technique militaire, à la suite du développement du véhicule terrestre sans pilote Milica en 2009. L'UGV Miloš est en production en série et son premier client est l'armée serbe.

## Caractéristiques
En 2009, l'Institut technique militaire a présenté son premier UGV de combat, Milica. Le développement continu a conduit à un nouvel UGV, nommé Miloš. Le Miloš a une meilleure autonomie et une station de contrôle à distance plus petite qui est portée et actionnée par un seul soldat. L'UGV tient dans une petite remorque et peut être transporté par des véhicules militaires 4x4 plus petits ou en nombre sur des véhicules plus gros jusqu'à la zone de déploiement. Pour la surveillance et la détection, il utilise une caméra thermique, une caméra jour et nuit et un télémètre laser. Il a une ou deux armes attachées sur sa tourelle. Le poids total maximum est d'environ 700 kg ou 300 kg de fret. Deux caméras jour/nuit sont installées à l'avant et à l'arrière pour la conduite. Il peut reconnaître la soudure à l'aide d'un dispositif à couplage de charge jusqu'à 1 000 m et possède une caméra thermique qui permet la reconnaissance jusqu'à 450 m. L'équipement comprend un télémètre laser pour une portée allant jusqu'à 2 000 m.
Il a été présenté au public lors de l'exposition militaire Partner 2017 à Belgrade.

## Versions
Il existe plusieurs versions du Miloš :

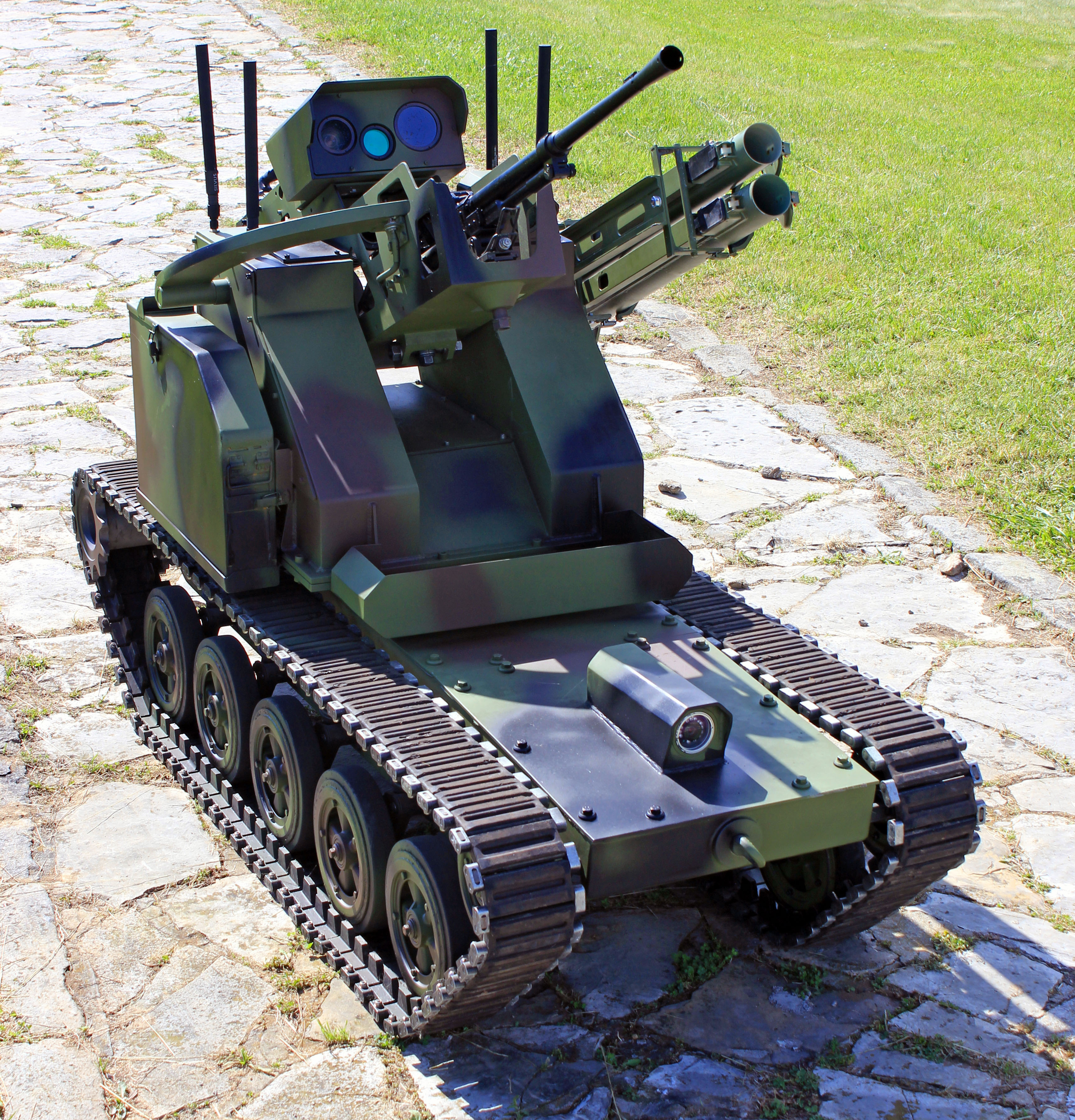
UGV Miloš armé de M80 Zolja supplémentaires

- Armé
- Logistique
- Évacuation médicale

## Opérateurs
Serbie - 12+ en service dans la 72e brigade d'opérations spéciales des forces armées serbes, plus sur commande,.

## Opérateurs potentiels
Après le salon UMEX 2018, les Émirats arabes unis ont demandé de tester l'UGV Miloš pour leurs forces armées,.